# Аббас Каргар
Аббас Каргар (перс. عباس کارگر, нар. 21 березня 1956, Рей) — іранський футболіст, який грав на позиції півзахисника (вінгера), в складі низки іранських клубів, найбільше за клуб «Персеполіс», та у складі національної збірної Ірану.

## Клубна кар'єра
Аббас Каргар розпочав виступи на футбольних полях у складі команди «Трактор Сазі» в 1976 році. У 1979 році футболіст перейшов до складу тегеранського клубу «Персеполіс», у якому виступав до 1988 року. У 1989—1990 роках Каргар грав у складі команди «Мехр Шеміран», а в 1991 році став гравцем команди «Пура», в якій грав до завершення виступів на футбольних полях у 1992 році.

## Виступи за збірну
У 1977 році Аббас Каргар дебютував у складі молодіжної збірної Ірану, і цього року в її складі брав участь у першому молодіжному чемпіонаті світу з футболу. У 1982 році Каргар у складі національної збірної Ірану брав участь в Азійських іграх, на яких зіграв у складі збірної 2 матчі, після чого до національної збірної не викликався.